# Ródope (ninfa)

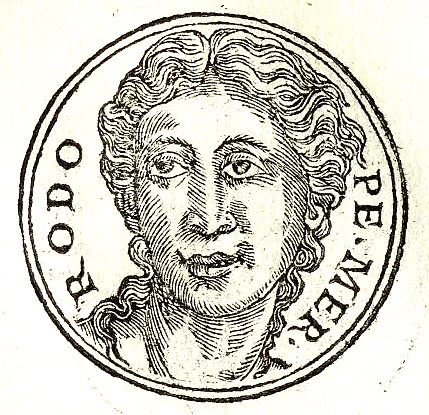
Ródope no Promptuarii Iconum Insigniorum de Guillaume Rouillé

Ródope (em grego clássico: Ροδόπη; romaniz.: Rhodópe), na mitologia grega, foi uma ninfa duma fonte da Trácia e a personificação das montanhas Ródope das atuais Bulgária e Grécia. Era esposa de Hebro e mãe de Hebro. É descrita como uma das companheiras de Perséfone.